# Apolemichthys xanthurus
Apolemichthys xanthurus es una especie de pez de la familia Pomacanthidae, perteneciente al género Apolemichthys.

## Localización
Es una especie de pez que se localiza en Océano Índico Occidental, desde Mauricio a la India y Sri Lanka.